# Undine - Un amore per sempre
Undine - Un amore per sempre (Undine) è un film del 2020 scritto e diretto da Christian Petzold.
Con protagonisti Paula Beer e Franz Rogowski (che già lo erano stati ne La donna dello scrittore, precedente film di Petzold), il film è ispirato al mito di Ondina; è stato presentato in concorso al 70º Festival di Berlino, dove la Beer ha vinto il premio per la miglior attrice.

## Trama
Undine Wibeau è una storica dell'urbanistica della capitale tedesca, lavora come conferenziera ad una mostra di modelli urbanistici e planimetrie storiche al Senato di Berlino. La donna ha una relazione difficile con Johannes, che intende invece lasciarla. I due si incontrano in un bar vicino al posto di lavoro di Undine.
Undine chiede a Johannes di attenderla per trenta minuti poiché deve terminare una presentazione al lavoro e minaccia che se lui non si farà trovare al suo ritorno, sarà costretta ad ucciderlo.
Undine termina la sua presentazione e si reca di corsa al bar, ma Johannes è ormai andato via. Nel bar le viene incontro un uomo, Christoph, che aveva assistito alla sua presentazione. Christoph dice a Undine di essere un palombaro e le chiede se vuole prendere un caffè con lui. Undine, ancora sconvolta dall'abbandono da parte di Johannes, sembra ignorare del tutto Christoph, e lascia cadere il suo cellulare. Christoph glielo raccoglie, ma nel rialzarsi urta contro una bacheca con sopra un acquario, che va così in frantumi e ferisce Undine. Dopo averle estratto due pezzi di vetro dal petto, Christoph regala a Undine una piccola statuetta di un palombaro caduta fuori dall'acquario. Il cameriere del bar, furioso per l'incidente, bandisce i due per sempre dall'esercizio.
Christoph e Undine cominciano una appassionata relazione. Durante un'immersione in un lago, Christoph riesce a vedere il "Grande Günther", un pesce gatto gigante che passa di fronte a un muro in cui è scolpito il nome "Undine". Christoph decide così di mostrare il muro con la scritta a Undine. Nel momento in cui si avvicina al muro sott'acqua, però, Undine viene spogliata della sua attrezzatura da sub e trascinata via dal pesce gatto. Christoph porta in salvo Undine e riesce a rianimarla praticandole un massaggio cardiaco.
Un giorno, camminando per Berlino, Undine e Christoph incrociano Johannes con la sua nuova compagna. Undine e Johannes si scambiano un intenso sguardo. La sera stessa, Christoph, rientrato a casa propria, chiama Undine chiedendole chi fosse quell'uomo che aveva incrociato e perché nel vederlo avesse perso un battito del cuore. Undine dapprima cerca di sviare il discorso, ma Christoph, furioso, le attacca il telefono in faccia, rinfacciandole di avergli mentito. Undine prova a richiamare Christoph, ma riesce solo a lasciare un messaggio in segreteria, spiegando chi fosse Johannes e dichiarando a Christoph che ora è felice con lui.
Il giorno dopo Undine viene a sapere che Christoph ha avuto un grave incidente al lavoro. Christoph è rimasto infatti per dodici minuti senza ossigeno e i dottori hanno decretato la sua morte cerebrale. Accanto a Christoph, all'ospedale, c'è la sua assistente alle operazioni subacquee, Monika, che dice a Undine che non è possibile che i due si siano sentiti la sera, perché Christoph ha avuto l'incidente alle due del pomeriggio del giorno prima.
Undine entra di nascosto a casa di Johannes mentre questo sta nuotando nella sua piscina, in compagnia della sua nuova fidanzata. Undine approfitta dell'assenza momentanea della donna per introdursi nella vasca ed annegare Johannes. Undine si allontana e si reca al lago dove Christoph aveva avuto l'incidente, immergendosi completamente sino a scomparire. Christoph si risveglia all'improvviso, gridando a squarciagola il nome di Undine.
Due anni più tardi, Christoph si è messo insieme a Monika (i due aspettano un bambino). Christoph deve svolgere nuovamente un lavoro nel lago in cui aveva avuto l'incidente e, nonostante i timori di Monika, decide di immergersi di nuovo. Sott'acqua, il corpo di Undine, ancora intatto, sfiora con le mani Christoph, per poi sparire di nuovo.
La sera, Christoph si reca al lago, grida il nome di Undine e si immerge del tutto. Monika, accorsa al lago preoccupata, vede Christoph immergersi ma non può nulla e, disperata, si accascia a terra. Tuttavia, Christoph la raggiunge poco dopo, porgendole la statuetta del palombaro che aveva regalato a Undine.

## Produzione
Il film è stato girato tra giugno e agosto 2019 a Berlino e nella Renania Settentrionale-Vestfalia. 
Per i ruoli principali il regista si è circondato di attori che avevano già lavorato con lui e fra loro: oltre ai citati Beer e Rogowski, anche Maryam Zaree (La signora dello scrittore) e Jacob Matschenz (Opera senza autore).

## Colonna sonora
A parte Stayin' Alive (pochi secondi mentre Undine l'ascolta con le cuffie), l'unica musica di tutto il film è l'Adagio di Alessandro Marcello, nella trascrizione per clavicembalo di Bach: il brano, qui eseguito dal pianista Víkingur Ólafsson, torna una decina di volte, citazioni di varia durata che diventano quasi un terzo “personaggio” della storia, una musica « suadente e ipnotica » utilizzata in modo ricorrente, per qualcuno una « ripetizione ossessiva ».

## Distribuzione
Il film, presentato in anteprima al Festival internazionale del cinema di Berlino il 23 febbraio 2020, è stato distribuito nelle sale cinematografiche tedesche il 2 luglio e in quelle francesi il 23 settembre 2020. È stato distribuito nelle sale cinematografiche italiane da Europictures a partire dal 24 settembre 2020.
È stato trasmesso su RAI5 il 10 febbraio 2025.

## Riconoscimenti
- 2020 - Festival internazionale del cinema di Berlino[2][3]
  - Orso d'argento per la migliore attrice a Paula Beer
  - Premio FIPRESCI
  - In competizione per l'Orso d'oro
- 2020 - European Film Awards[12][13]
  - Miglior attrice a Paula Beer
  - Candidatura per il miglior film